# Espuma marina

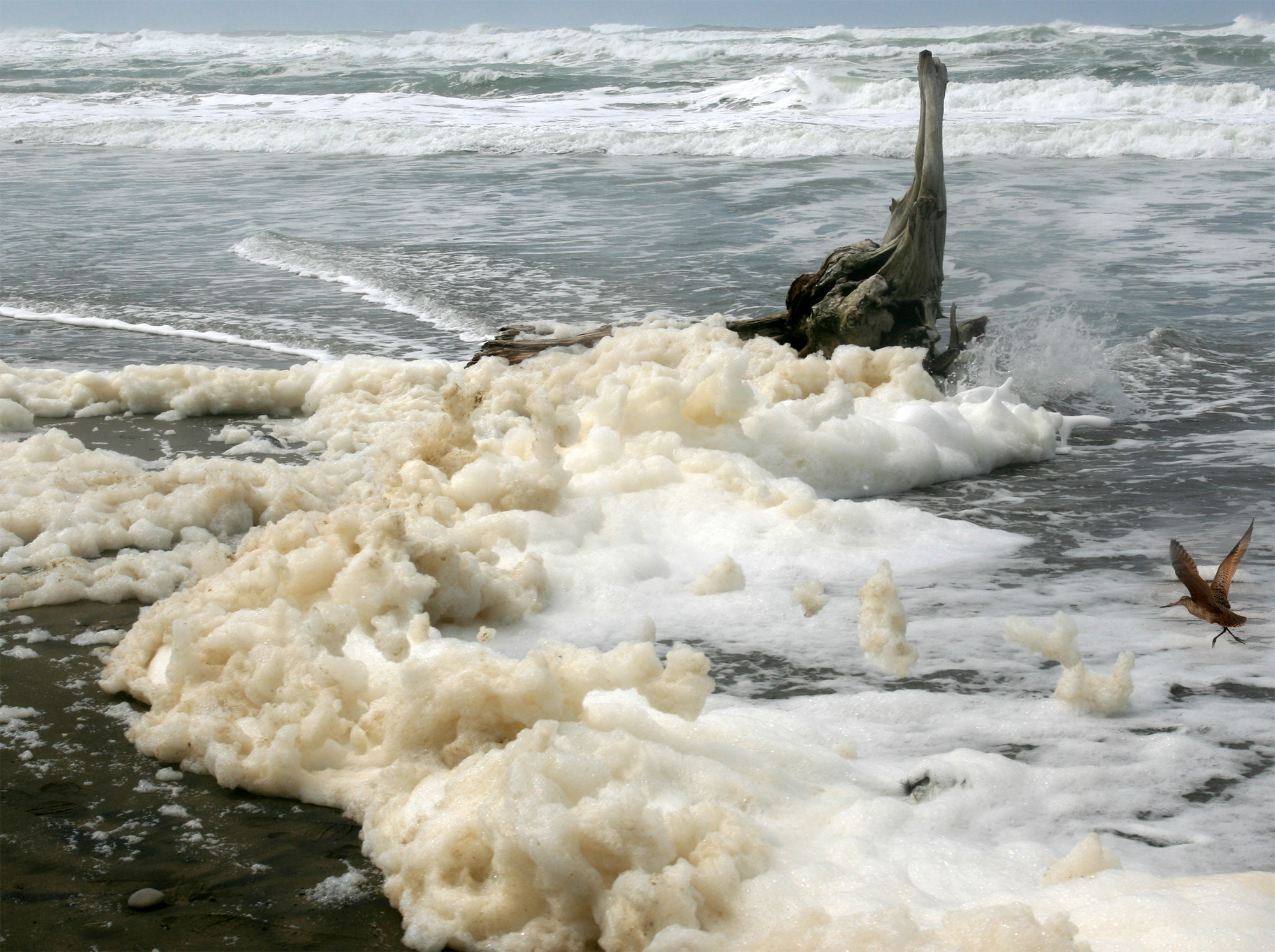
Espuma marina cerca de San Francisco

La espuma marina es un tipo de espuma creada por la agitación del agua de mar, particularmente cuando contiene altas concentraciones de materia orgánica disuelta (incluyendo proteínas, ligninas, y lípidos) obtenida a partir de fuentes tales como la distribución en alta mar de las floraciones de algas y yodo. Estos compuestos pueden actuar como agentes tensoactivos o agentes espumantes. A medida que el agua de mar es batida por las olas rompientes en la zona de olas adyacentes a la costa, la presencia de estos agentes tensoactivos en estas condiciones turbulentas atrapa el aire, formando burbujas persistentes que se pegan la una a la otra a través de la tensión superficial. Debido a su baja densidad y persistencia, la espuma puede ser soplada por fuertes vientos en tierra desde el interior de la playa.